# Cartaxo
Cartaxo (kɐɾ'taʃu) è un comune portoghese di 23 389 abitanti situato nel distretto di Santarém.

## Società

### Evoluzione demografica
| Popolazione di Cartaxo (1849 – 2004) | Popolazione di Cartaxo (1849 – 2004) | Popolazione di Cartaxo (1849 – 2004) | Popolazione di Cartaxo (1849 – 2004) | Popolazione di Cartaxo (1849 – 2004) | Popolazione di Cartaxo (1849 – 2004) | Popolazione di Cartaxo (1849 – 2004) | Popolazione di Cartaxo (1849 – 2004) | Popolazione di Cartaxo (1849 – 2004) |
| ------------------------------------ | ------------------------------------ | ------------------------------------ | ------------------------------------ | ------------------------------------ | ------------------------------------ | ------------------------------------ | ------------------------------------ | ------------------------------------ |
| 1849                                 | 1900                                 | 1930                                 | 1960                                 | 1981                                 | 1991                                 | 2001                                 | 2004                                 |                                      |
| 7520                                 | 14373                                | 18270                                | 19939                                | 22581                                | 22268                                | 23389                                | 24465                                |                                      |

## Freguesias
- Cartaxo
- Ereira
- Lapa
- Pontével
- Valada
- Vale da Pedra
- Vale da Pinta
- Vila Chã de Ourique